# HD 89565
HD 89565，又名BD-08 2897，SAO 137495、HR 4060，是一颗恒星，视星等为6.32，位于銀經252.21，銀緯38.47，其B1900.0坐标为赤經10h 15m 1.5s，赤緯-8° 38.47′ 18″。